# Guararema (kommun)
Guararema är en kommun i Brasilien.   Den ligger i delstaten São Paulo, i den sydöstra delen av landet, 900 km söder om huvudstaden Brasília. Antalet invånare är 25 861.
Följande samhällen finns i Guararema:
- Guararema

Omgivningarna runt Guararema är en mosaik av jordbruksmark och naturlig växtlighet. Runt Guararema är det ganska tätbefolkat, med 90 invånare per kvadratkilometer.